# Jarosław Kaczyński
Jarosław Aleksander Kaczyński (Varsóvia, 18 de Junho de 1949) é um político polaco, presidente do partido Lei e Justiça (em polonês: Prawo i Sprawiedliwość, PiS), do qual foi co-fundador juntamente com seu falecido irmão gêmeo Lech Kaczyński, presidente da Polônia de 2005 até 2010.
Foi primeiro-ministro da Polónia entre 14 de Julho de 2006 e 21 de Setembro de 2007.

## Vida
Jarosław Kaczyński nasceu no bairro de Żoliborz, em Varsóvia, filho de Rajmund e de Jadwiga Kaczyński. Seu pai era engenheiro e participou da resistência antinazista e  da insurreição de Varsóvia, em 1944. A mãe era filóloga da Academia Polonesa de Ciências. Ambos pertenciam à Nobreza da Polónia.
Aos 12 anos, ele e seu irmão gêmeo idêntico, Lech, tornaram-se famosos pela participação no filme Os Rapazes que Roubaram a Lua (O dwóch takich, co ukradli księżyc, no original), do realizador Jan Batory, nos papéis dos irmãos Jacek e Placek. O filme, de ampla difusão pelo regime comunista, obteve o grande-prêmio no Festival de Cinema de Gijón, em 1964.
Sempre acompanhado pelo irmão, na década de 1970 tornou-se um ativista, militando no Comitê de Defesa dos Trabalhadores, organização clandestina anticomunista, e no movimento sindical independente.
Assim como o seu irmão, Lech graduou-se em Direito na Universidade de Varsóvia.
Jarosław Kaczyński é irmão gêmeo idêntico de Lech Kaczyński, o presidente da Polónia até 10 de Abril de 2010, dia em que faleceu num acidente aéreo.
Jarosław Kaczyński nunca se casou, entretanto — de acordo com a Gazeta Wyborcza — há rumores quanto a uma possível relação dele com a parlamentar Jolanta Szczypińska. Os dois negam o relacionamento.

### Carreira política

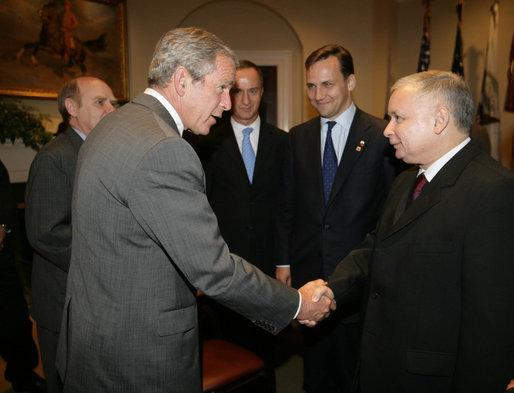
Jarosław Kaczyński recebe George W. Bush, 2006.

Jarosław foi membro do partido Solidariedade de Lech Wałęsa nos anos 1980. Foi editor executivo do periódico semanal Tygodnik Solidarność em 1989-1990.
Em 1990, junto a seu irmão Lech, criou o partido de direita Porozumienie Centrum , e mais tarde se tornou seu presidente (até 1998). Durante os mandatos de 1991-1993 e 1997-2005 foi membro do parlamento polonês (Sejm).

### Eleições de 2005
Jarosław Kaczyński se tornou candidato do partido Lei e Justiça em setembro de 2005 para as eleições parlamentares polonesas. Todavia, quando o partido emergiu como vencedor das eleições, Jarosław preferiu não assumir a posição, temendo que sua nomeação reduzisse as chances de seu irmão vencer as eleições presidenciais de outubro daquele ano.
Jarosław Kaczyński arquitetou a coalizão com o partido de esquerda "Auto-defesa da República da Polônia" (Samoobrona) e com o extremo conservador partido cristão "Liga das Famílias Polonesas". Kazimierz Marcinkiewicz foi indicado como primeiro-ministro.
Lech venceu as eleições presidenciais e foi indicado como presidente em 23 de dezembro de 2005. Logo após, durante uma transmissão televisionada, Lech mandou uma mensagem a seu irmão: "Eu reporto missão cumprida", pronunciamento que levantou controvérsia quanto à independência do presidente.
Nos meses seguintes, Jarosław Kaczyński tornou-se líder do seu partido no parlamento, sendo considerado como o mais poderoso político da Polônia, influenciando até as decisões do primeiro-ministro Marcinkiewicz.

### Primeiro-ministro
Após alguns rumores quanto a um disputa entre Marcinkiewicz e Jarosław, Marcinkiewicz renunciou em 7 de julho de 2006. Em 10 de julho, o presidente Lech indicou Jarosław como primeiro-ministro, cargo que ele assumiu em 14 de julho.